# Ignacy Paderewski
Ignacy Jan Paderewski, né le 6 novembre 1860 (18 novembre dans le calendrier grégorien) à Kuryłówka en Podolie (actuelle Ukraine) et mort le 29 juin 1941 à New York, est un pianiste, compositeur, mécène, philanthrope, homme d'État et diplomate polonais. Ce grand virtuose attirait à ses concerts des foules enthousiastes, fascinées par son charisme hors du commun. Il n’hésitait pas à se servir de sa popularité pour défendre la cause de l’indépendance de la Pologne. Il épouse en deuxièmes noces la militante féministe et humanitaire Helena Maria Paderewska von Rosen.

## Biographie

### Origines familiales et formation
Ignacy Paderewski est issu de la petite noblesse polonaise de Podolie, une province anciennement polonaise alors partie de l'Empire russe. Sa mère meurt alors qu'il est encore nourrisson et il est élevé par son père, Jan, qui est administrateur foncier. Fervent patriote, celui-ci est emprisonné par les autorités tsaristes quelque temps en 1863, soupçonné d'avoir caché des rebelles lors d'une insurrection polonaise contre l'occupant russe.
Ignacy sera toujours très proche de sa sœur, Antonina, son ainée de deux ans. Devenue veuve et ayant perdu son fils unique, elle viendra s'installer avec lui et l'accompagnera lors de son dernier séjour aux États-Unis en 1940-1941. Elle mourra trois mois après lui.
Son père reconnaît très tôt les talents musicaux de son fils et Ignacy entre au Conservatoire de Varsovie à l'âge de douze ans. Au départ, il envisage une carrière de professeur de musique et ne fait pas preuve à cette époque d'une virtuosité particulière. Il obtient son diplôme en 1879.
En 1880, à l'âge de vingt ans, il se marie avec Antonina Korsak qui accouche quelques mois plus tard de leur fils Alfred. Antonina décède de complications liées à l'accouchement. Alfred est atteint d'une poliomyélite, maladie dont il mourra à l'âge de 21 ans.

### Carrière musicale (1881-1914)

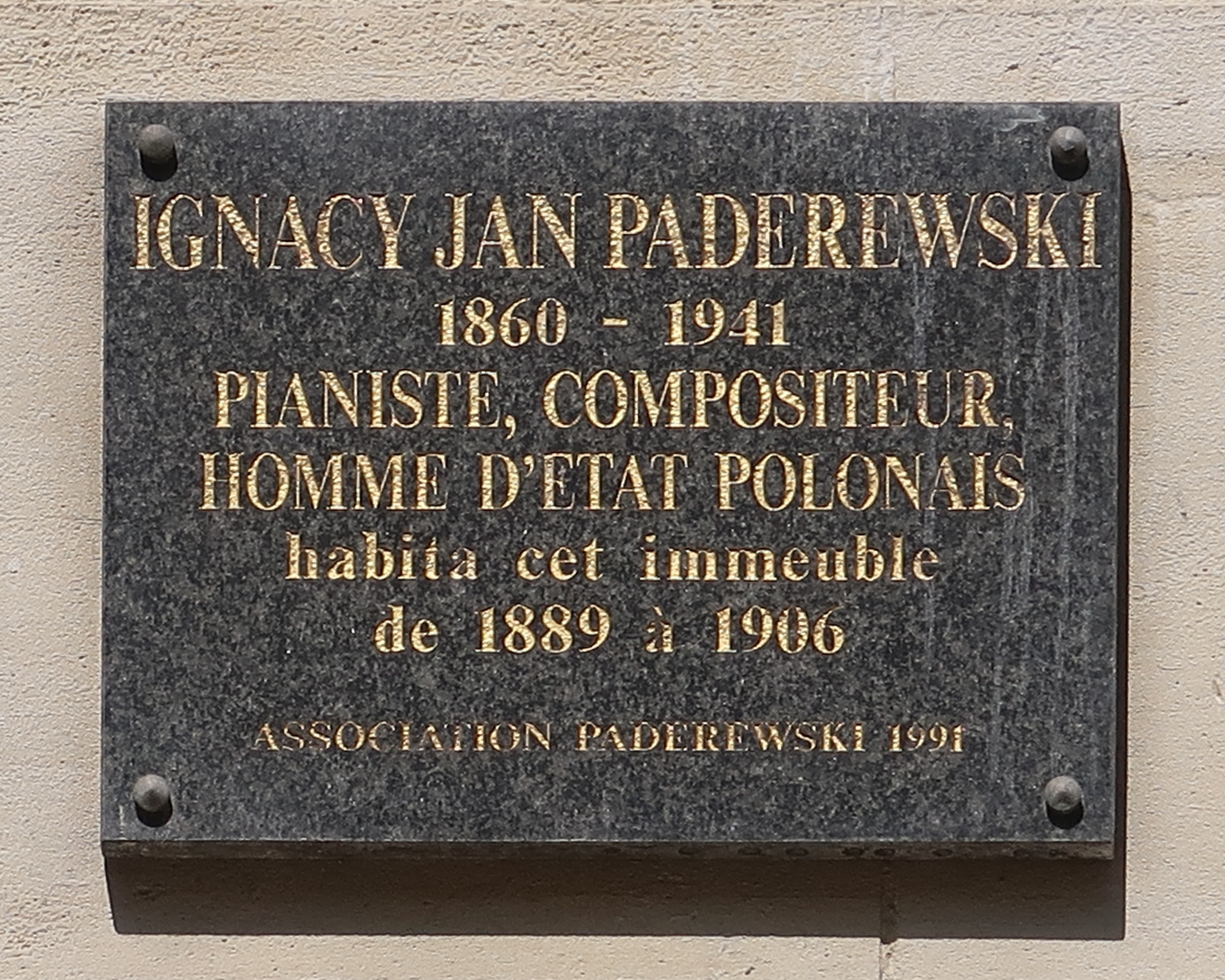
Plaque n°94 avenue Victor-Hugo (16e arrondissement de Paris), où il habite de 1889 à 1906.

Ces malheurs familiaux conduisent Paderewski à se jeter sur le travail pour noyer son chagrin. Il passe beaucoup de temps à Paris chez son ami violoniste Władysław Górski. Petit à petit, une affection de plus en plus marquée se noue entre Madame Górski et le pianiste polonais. Quelques années plus tard, ce « ménage à trois » finira par exploser et Władysław Górski accepte le divorce. Helena et Ignacy se marieront à Varsovie le 31 mai 1899.
Avec l'argent laissé par sa première femme, le musicien réalise son rêve et effectue deux séjours à Berlin, en 1881 et 1883, au cours desquels il étudie l'art de la composition musicale et croise notamment Richard Strauss et Anton Rubinstein.
Peu de temps après, durant des vacances dans les Tatras polonaises, Paderewski fait la connaissance de l'actrice Helena Modrzejewska, égérie du théâtre polonais qui fait une carrière internationale. Impressionnée par la prestance de l'homme et par les qualités du pianiste, elle décide de l'aider et organise un concert à Cracovie le 4 octobre 1884. Devant sa première salle comble, Paderewski accompagne au piano l'actrice qui déclame des textes. L'argent recolté au cours de cette soirée lui permet d’aller étudier à Vienne, où il est l'élève de Teodor Leszetycki, pianiste, pédagogue et compositeur polonais que le jeune homme admire.

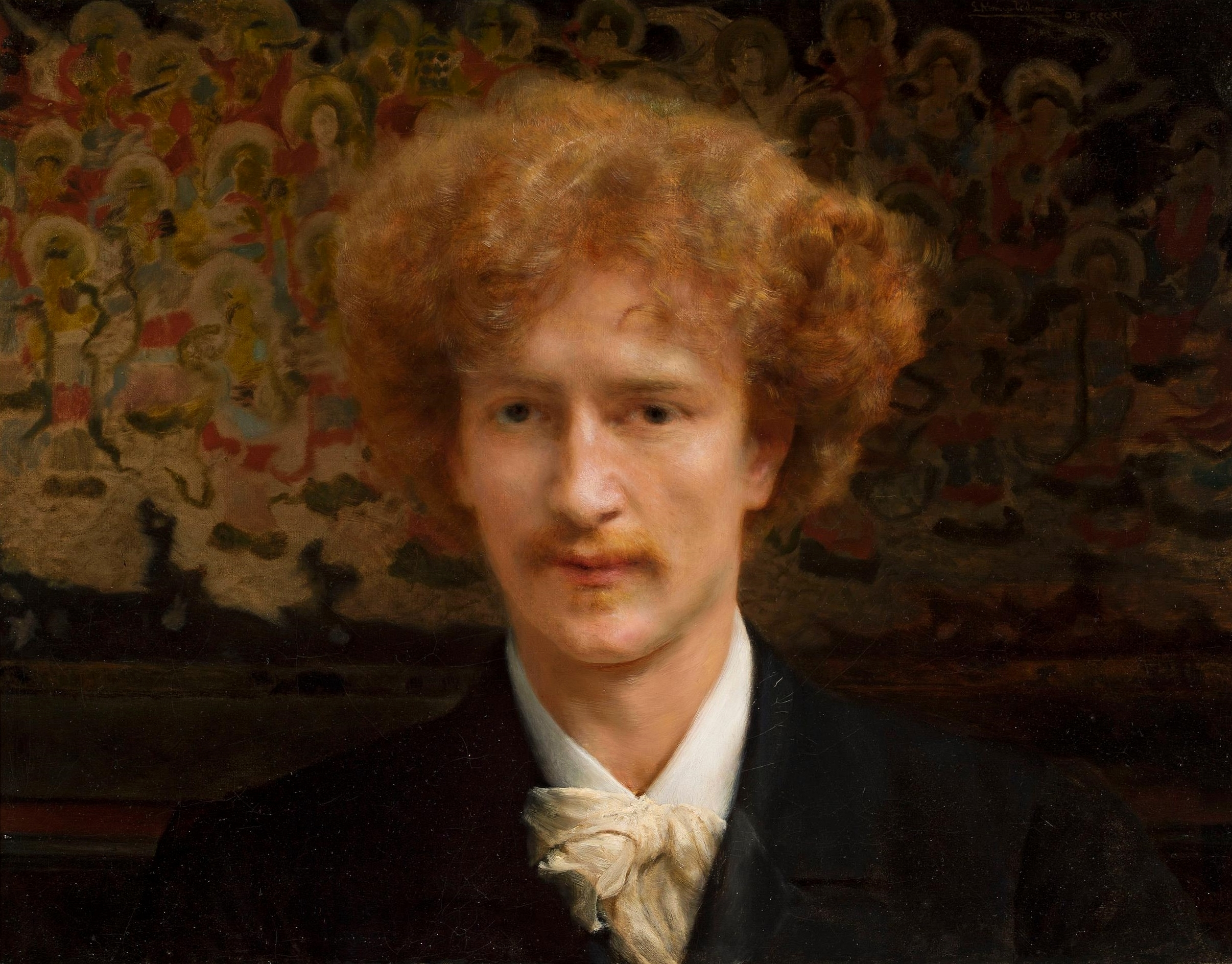
Paderewski par Alma-Tadema, en 1891.

Après une année passée à Strasbourg (alors en Allemagne) comme professeur de musique au conservatoire en 1885-1886, il entame une carrière de pianiste de concert, en se produisant pour la première fois en public à Vienne en 1887, puis à Paris en 1888. Lors d'un concert à la salle Érard auquel assiste notamment Tchaïkovsky, il est rappelé sur scène une heure durant. Il se produit également à Londres en 1890. Sa virtuosité et son charisme incroyable provoquent un engouement du public qui lui fait une série de triomphes au cours d'une centaine de récitals aux États-Unis en 1891.
En 1897, il achète en Suisse une splendide demeure, de « Riond-Bosson », située à Tolochenaz, juste à côté de Morges dans le canton de Vaud, dans laquelle il séjourne entre ses tournées de concertiste. Helena Górska, désormais Helena Paderewska et baronne de Rosen se consacre pleinement à son rôle de maîtresse de maison et contribue activement à la réussite de nombreuses réceptions, où est invitée la fine fleur des milieux artistiques. Ainsi les frères Jean Morax et René Morax, Ernest Ansermet, Emile Jaques-Dalcroze, Alfred Pochon, Gustave Doret, Henryk Sienkiewicz, Henryk Opieński ou encore Igor Stravinsky passent par la propriété de Riond-Bosson où les réceptions sont semble-t-il fameuses. Parallèlement, la baronne œuvre discrètement dans le domaine social, créant par exemple une école d'aviculture pour jeunes filles polonaises.
Après son remariage, Paderewski raréfie ses apparitions publiques, préférant se consacrer à la composition musicale, essentiellement des pièces pour piano. Il compose également un opéra, Manru, qui est joué à Dresde le 29 mai 1901.
En 1913, il achète également un ranch viticole de 2 000 acres (8 km2) appelé San Ignacio, à Paso Robles en Californie, dans lequel il imaginait initialement séjourner pour « se reposer », mais auquel il consacre suffisamment d'efforts et de moyens pour obtenir une récompense lors d'une manifestation viticole californienne au début des années 1920.

#### Œuvres principales
- Sonate en si mineur pour violon et piano (1885)
- Concerto pour piano en la mineur (1888)
- Fantaisie polonaise pour piano et orchestre (1893)
- Manru, opéra (1901)
- Symphonie en si mineur (1907)

### L'engagement patriotique (1910-1922)

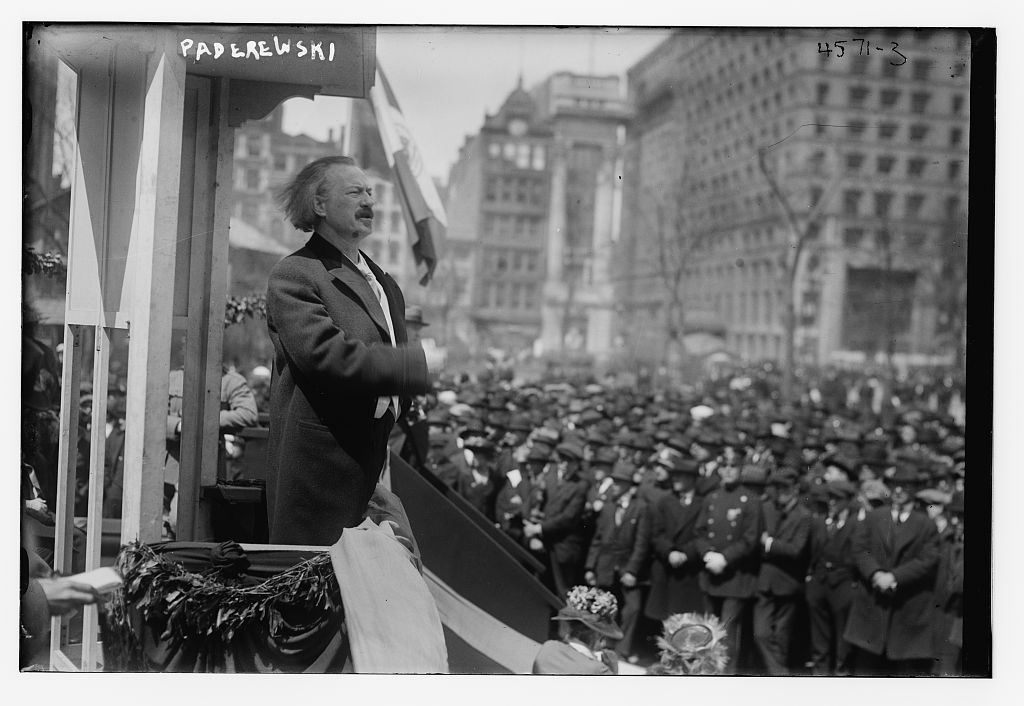
Aux États-Unis.

Dès 1910, sa fortune est assurée. Il la consacre notamment  en donations à de nombreuses associations et causes philanthropiques (orphelins polonais, bourses pour des jeunes musiciens, réhabilitation des cliniques et maternités). Parmi ses nombreux talents, on compte celui de grand orateur qu'il mettra au profit de la Pologne alors partagée entre ses voisins russe, prussien et austro hongrois. En tant qu’artiste et philanthrope, il échappe aux logiques politiques et aux factions, ce qui fait de lui un champion de la cause polonaise incontestable. Il fait d'abord deux dons importants pour la construction d'une salle de concert à Varsovie et l'érection d'un monument à Frédéric Chopin pour le centenaire de sa naissance, puis une autre contribution financière importante pour l'érection à Cracovie du monument à l’occasion du 500e anniversaire de la bataille de Grunwald, commémorant la victoire des armées polonaises et lituaniennes sur l’ordre des Chevaliers teutoniques en 1410. Lors de son inauguration, Paderewski prononce un discours enflammé devant les foules euphoriques. Cet événement est considéré comme son premier geste à portée politique.

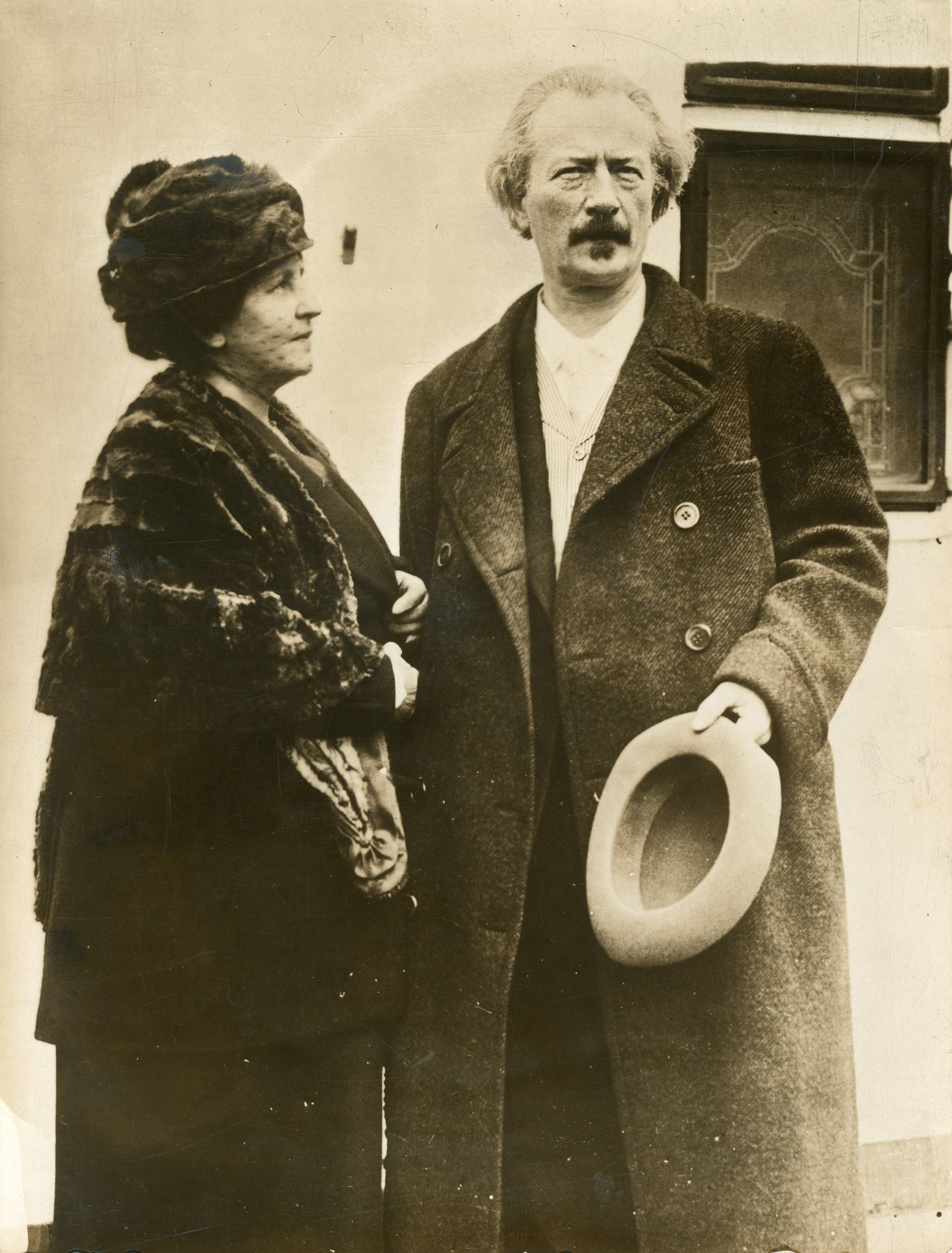
Avec sa femme, en 1915.

#### La Première Guerre mondiale
La Première guerre mondiale est l’occasion de faire pression pour la cause d’une Pologne indépendante auprès de la communauté internationale. En 1914, dès le début de la guerre, il fonde à Vevey, avec le prix Nobel Henryk Sienkiewicz et Henri Kowalski, le Comité central de secours pour les victimes de guerre en Pologne. Il en assure la vice-présidence durant la première année, puis devient son représentant aux États-Unis, jusqu'à l'indépendance de la Pologne. Grâce à d'intenses récoltes de fonds outre-Atlantique, où résident quelque trois millions de Polonais, 20 millions de francs suisses sont levés et 174 comités locaux organisés de par le monde. Sur les quatre années de guerre, Paderewski prononce pas moins de 340 discours et donne plus de 100 concerts.
Entre apparitions publiques, levées de fonds et réunions, Paderewski met ses tournées pour quelques années entre parenthèses, afin de se consacrer exclusivement à la diplomatie. À la veille de l’entrée en guerre des États-Unis, en janvier 1917, il rencontre le président Woodrow Wilson et lui remet un memorandum sur la question polonaise, dans lequel il plaide pour une Pologne libre et démocratique, mais aussi viable par la libre disposition d'un large accès à la mer Baltique.
À partir de 1917, Paderewski assure également les fonctions de représentant aux États-Unis du Comité national polonais de Roman Dmowski, gouvernement provisoire en exil siégeant à Paris. C’est grâce à son action que près de 30 000 volontaires de la diaspora polonaise aux États–Unis arrivent en France pour s’engager dans l'armée polonaise nouvellement créée et commandée par le général Józef Haller.
Le président américain, dans son discours du 8 janvier 1918, prononcé devant le Congrès, inclut l'indépendance de la Pologne parmi ses Quatorze Points : « Un État polonais indépendant devra être constitué, qui inclura les territoires habités de populations indiscutablement polonaises, [État] auquel devra être assuré un accès libre et sûr à la mer, et dont l'indépendance politique et économique et l'intégrité territoriale devraient être garanties par engagement international. »

#### L'après-guerre
À la fin de la Première Guerre mondiale, Paderewski se rend ensuite en Pologne alors que le sort de la ville de Poznań et de toute la région de Grande-Pologne reste encore incertain. Le 27 décembre 1918, il harangue la foule avec une telle conviction que cela provoque un soulèvement populaire contre l'Allemagne, dont l'armée occupe toujours la région.
Le 16 janvier 1919, le chef de l’État polonais, le maréchal Józef Piłsudski nomme Ignacy Jan Paderewski à la tête du nouveau gouvernement ainsi que ministre des affaires étrangères et représentant de la Pologne à la Conférence de la paix à Paris. À ce titre, il signe le traité de Versailles le 28 juin 1919 et celui de Saint-Germain-en-Laye le 10 septembre.

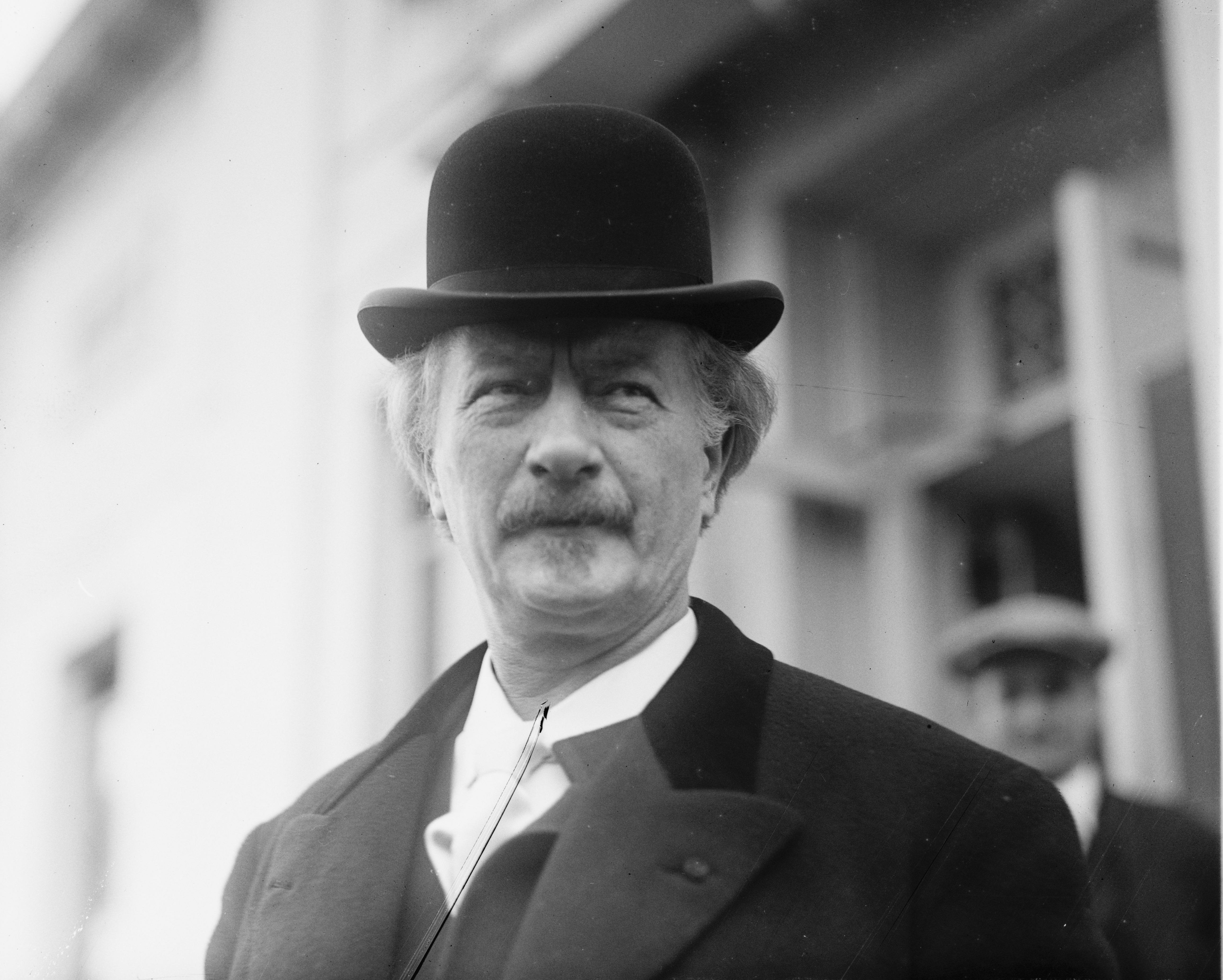
Ignacy Paderewski en 1921.

Ayant quitté le gouvernement, il rend encore de nombreux services comme diplomate au service de la Pologne, par exemple dans différentes conférences internationales, de juillet à décembre 1920 et de septembre 1920 à mai 1921, comme chef de la délégation polonaise auprès de la Société des Nations.

### Les années 1920 et 1930
En 1921, il démissionne de tous ses postes officiels et se retire dans sa villa en Suisse. Il reprend son activité de pianiste au cours de l'année 1922 et effectue un certain nombre de tournées internationales jusqu'au milieu des années 1930.
Lors d'une conférence à Munich, le 20 mars 1925, le musicien soufi Inayat Khan témoigne : « J'ai un jour eu le plaisir d'entendre Paderewski chez lui. Il commença à jouer doucement sur son piano. Chaque note le mena de plus en plus profondément dans l'océan de la musique.  Toute personne méditative pouvait voir qu'il était tellement concentré dans ce qu'il faisait qu'il ne savait pas où il était. »[réf. souhaitée]
Helena Paderewska cesse ses activités publiques en 1929, sa santé mentale s'étant dégradée, et meurt en 1934. La montée du fascisme en Europe et du nazisme en Allemagne propulsent de nouveau Paderewski dans la sphère politique. Sa maison devient le lieu de discussions entre hommes politiques polonais en exil et il fonde en 1936 un mouvement politique appelé le Front Morges, du nom de sa commune suisse, dans le but de consolider les opposants au régime de Sanacja  qui s'est considérablement durci après le décès du maréchal Piłsudski en 1935.
Il participe également au film Moonlight Sonata (d'après la Sonate dite au Clair de lune, de Beethoven). Dans ce film sorti en 1937, il interprète son propre rôle.

### La Seconde Guerre mondiale

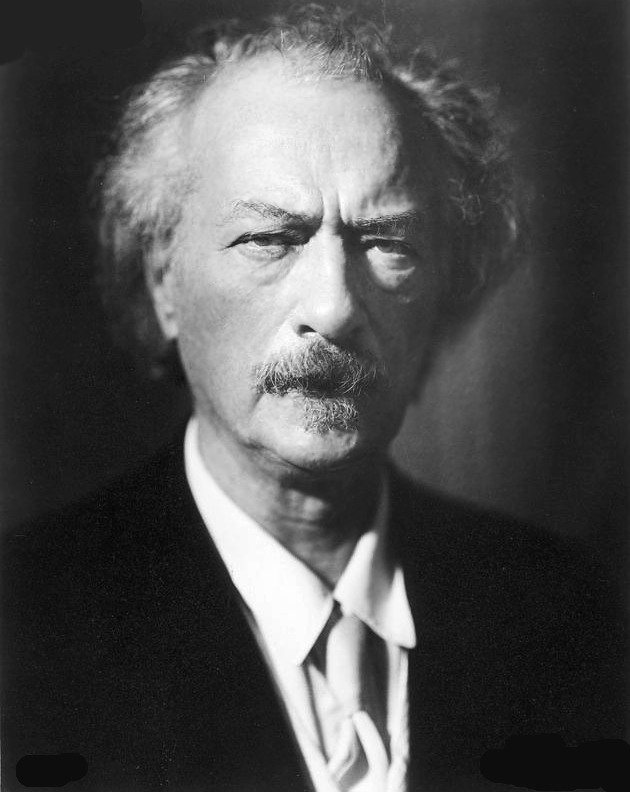
Ignacy Paderewski avant 1936.

En septembre 1939, l'attaque allemande puis soviétique contre la Pologne marque le début de la guerre. Vaincue, la Pologne est partagée entre Allemagne et l'Union soviétique. Malgré sa santé fragile, Paderewski prend alors part au gouvernement polonais en exil, d’abord basé en France puis en Angleterre, fonction qu'il occupe jusqu'à sa mort.
Le 23 septembre 1940, il quitte la Suisse pour aller aux États-Unis et y reprendre, malgré son âge avancé et une santé fragile, ses activités de diplomate et d'orateur. Il fait de nombreuses allocutions à la radio américaine pour les exhorter à s’impliquer dans le conflit et s'efforce de galvaniser la résistance extérieure par une série de conférences à travers les États-Unis. Épuisé, il contracte une pneumonie, dont il meurt le 29 juin 1941 à New York, une semaine après son dernier discours prononcé à Oak Ridge (New Jersey). Presque 40 000 personnes assistent à ses funérailles à la cathédrale Saint Patrick.
Il a reposé pendant cinquante-et-un ans au cimetière d'Arlington, avant que sa dépouille ne soit solennellement transférée, le 5 juillet 1992, en la cathédrale Saint-Jean de Varsovie, où ses restes furent inhumés au cours de funérailles nationales, en présence des présidents américain George Bush et polonais Lech Wałęsa.

## Distinctions
- Pologne : Ordre de l'Aigle blanc, Croix d'argent de l'Ordre militaire de Virtuti Militari, Grand-croix de l'Ordre Polonia Restituta,
- France :  Grand-croix de la Légion d'honneur
- Royaume-Uni : Chevalier grand-croix de l'Ordre de l'Empire britannique
- Italie :  Grand-croix de l'ordre des Saints-Maurice-et-Lazare
- Belgique :  Grand cordon de l'ordre de Léopold
- Roumanie : Ordre de la Couronne roumaine

## Honneurs
Docteur honoris causa de :
- l'université de Lwów (1912) ;
- l'université Jagellonne de Cracovie (1919)[5] ;
- l'université de Poznań (1924) ;
- plusieurs universités des États-Unis (Yale, New Haven, Columbia, New York, Southern California, Los Angeles) ;
- plusieurs universités du Royaume-Uni (Oxford, Glasgow, Cambridge) ;
- l'université de Lausanne.

## Hommages
Portent son nom, notamment :
- la Philharmonie poméranienne à Bydgoszcz en Pologne ;
- l'aéroport Ignacy Jan Paderewski de Bydgoszcz ;
- la salle de concert Paderewski à Lausanne en Suisse.

Il est évoqué dans le 154e des 480 souvenirs cités par Georges Perec dans Je me souviens.
Hommage à Paderewski est le nom d'un recueil de pièces pour piano de 17 compositeurs, publié en 1942.
Le personnage interprété par Warren Beatty dans le film Mickey One (1965) d'Arthur Penn  porte un toast au « Président Paderewski ».
Le poète Émile Nelligan a écrit un poème Pour Ignace Paderewski, en son honneur.

## Discographie
- Concerto op. 17 ; Fantaisie Polonaise op. 19, pour piano et orchestre - Radziwonowicz et Smendzianka, pianos ; Orchestre Philharmonique de Cracovie, dir. Roland Bader (1991, Koch)
- Symphonie op. 24 « Polonia » - BBC Scottish Symphony Orchestra, dir. Jerzy Maksymiuk (1998, Hyperion)
- Manru, drame lyrique en 3 actes, de 1901 - Solistes, Chœurs et Orchestre de l'Opéra Nova de Bydgoszcz, dir. Maciej Figas (2006, 2 CD Dux)
- Concerto pour piano et orchestre op. 17 (+ Concerto de Moszkowski, op. 59) - Piers Lane, piano ; BBC Scottish Symphony Orchestra, Jerzy Maksymiuk (1991, Coll. « Le Concerto romantique pour piano » vol. 1, Hyperion)
- Concerto pour piano et orchestre op. 17 ; Fantaisie polonaise sur des thèmes originaux, op. 19 ; Ouverture - Janina Fialkowska, piano ; National Polish Radio Symphony Orchestra, dir. Antoni Wit (1999, Naxos)
- Sonate pour piano, op. 21 ; Variations et fugue sur un thème original, op. 11 et op. 23 - Jonathan Plowright, piano (2007, Hyperion)
- Manru avec Taras Ivaniv (Manru), Ewa Czermak (Ulana), Barbara Krahel (Jadwiga), Agnieszka Rehlis (Aza), Radosław Żukowski (Jagu), Maciej Krzysztyniak (Urok), Zbiegniew Kryczka (Oroz), Dorota Dutkowska (ein Mädchen), Andrzej Kalinin (Stimme aus den Bergen), Stanisław Czermak (Violine), Chor und Orchester der Schlesischen Oper Wrocław, direction musicale: Ewa Michnik. Dauer: 110 min, 2 CDs Dux Records, 2001
- Manru avec Janusz Ratajcak (Manru), Violetta Chodowicz (Ulana), Barbara Krahel (Jadwiga), Monika Ledzion (Aza), Jacek Greszta (Oros), Leszek Skrla (Urok), Lukasz Golinski (Jagu) ; Chœur et Orchestre de l' Opera Nova Bydgoszcz; Direction musicale: Maciej Figas; 2CDs Dux Records, 2006

## Lien contextuel
- Hommage à Paderewski